# Nieves García Vicente
Nieves García Vicente (ur. 23 lipca 1955) – hiszpańska szachistka, mistrzyni międzynarodowa od 1978 roku.

## Kariera szachowa
Do ścisłej czołówki hiszpańskich szachistek należy od pierwszych lat 70. XX wieku. W 1978 r. otrzymała, jako druga w historii hiszpańska szachistka, tytuł mistrzyni międzynarodowej. Jest kilkunastokrotną medalistką indywidualnych mistrzostw kraju, w tym jedenastokrotnie złotą (1975, 1977, 1978, 1981, 1982, 1984, 1992, 1993, 1996, 1998, 2003) oraz sześciokrotnie srebrną (1976, 1986, 1988, 1990, 2000, 2007). Poza liczbą tytułów mistrzyni Hiszpanii jest również rekordzistką pod względem liczby startów w szachowych olimpiadach, w których pomiędzy 1974 a 2004 r. uczestniczyła 15 razy (w tym dziesięciokrotnie na najtrudniejszej, I szachownicy). W 1976 r. w Hajfie zdobyła dwa olimpijskie medale, srebrny (za indywidualny wynik na II szachownicy – 9½ pkt w 11 partiach) oraz brązowy (wspólnie z drużyną). Była również (w latach 1992–2003) czterokrotną uczestniczką turniejów o drużynowe mistrzostwo Europy, w 2003 r. zdobywając brązowy medal za wynik na III szachownicy.
Na przełomie lat 70. i 80. należała do szerokiej światowej czołówki, dwukrotnie osiągając dobre wyniki w turniejach międzystrefowych (eliminacji mistrzostw świata), w Alicante (1979, dz. IX-X m. wspólnie z Gertrude Baumstark) oraz w Tbilisi (1982, dz. IV-VI m. wspólnie z Jeleną Achmyłowską i Nino Gurieli). Do innych jej sukcesów w turniejach międzynarodowych należały m.in. dwukrotne samodzielne zwycięstwa w kobiecych turniejach w Biel (1979, 1981) oraz dz. I m. w turnieju strefowym w Delden (1993, wspólnie z Susan Lalić i Esther de Kleuver).
Najwyższy ranking w karierze osiągnęła 1 lipca 1996 r., z wynikiem 2275 punktów zajmowała wówczas 1. miejsce wśród hiszpańskich szachistek.